# Episema abruzzorum
Episema abruzzorum là một loài bướm đêm trong họ Noctuidae.